# Copa Mundial de Voleibol Masculino de 2011
La Copa Mundial de Voleibol Masculino 2011 de la FIVB fue la XII edición de este torneo. Se desarrolló del 20 de noviembre al 4 de diciembre, en Japón, y los tres primeros equipos clasificaron para los Juegos Olímpicos de Londres 2012 y se unieron a Gran Bretaña, que ya se había asegurado un puesto como el país anfitrión.
Un total de 12 equipos formaron parte en el torneo, los cuales se clasificaron para el torneo a través de sus respectivas competiciones continentales.

## Clasificación
Fueron 12 los equipos participantes.:
- El equipo local, en este caso  Japón.
- Los cinco campeones de sus respectivos campeonatos continentales en el 2011:  Egipto,  Irán,  Serbia,  Cuba y

 Brasil.
- Los 4 subcampeones mejores ubicados en el ranking mundial de la FIVB al 15 de enero del 2011:  Estados Unidos,  Italia,

 Argentina y  China.
| Posición | Equipo         | Continente   | Confederación |
| -------- | -------------- | ------------ | ------------- |
| 5        | Estados Unidos | Norteamérica | NORCECA       |
| 6        | Italia         | Europa       | CEV           |
| 8        | Argentina      | Sudamérica   | CSV           |
| 11       | China          | Ásia         | CAV           |
| 17       | Camerún        | África       | CAVB          |

- 2 wild cards o comodines elegidos por la FIVB y el Comité Organizador de entre los participantes de los campeonatos continentales del 2011 que resultaron ser  Rusia y  Polonia.[1]

| Competencia                         | Fecha                                  | Sede                      | Clasificados        |
| ----------------------------------- | -------------------------------------- | ------------------------- | ------------------- |
| Anfitrión                           | —                                      | —                         | Japón               |
| Campeonato NORCECA de Voleibol      | 29 de agosto - 3 de septiembre de 2011 | Puerto Rico (Mayagüez)    | Cuba Estados Unidos |
| Campeonato Europeo de Voleibol      | 10-18 de septiembre de 2011            | Austria · República Checa | Serbia Italia       |
| Campeonato Sudamericano de Voleibol | 19-25 de septiembre de 2011            | Brasil (Cuiabá)           | Brasil Argentina    |
| Campeonato Asiático de Voleibol     | 21-29 de septiembre de 2011            | Irán (Teherán)            | Irán China          |
| Campeonato Africano de Voleibol     | 23-29 de septiembre de 2011            | Marruecos (Tánger)        | Egipto              |
| Wild Card                           | 5 de octubre de 2011                   | Japón (Tokio)             | Rusia Polonia       |
| Total                               |                                        |                           | 12                  |

## Sedes[2]
| \| Ronda \| Grupo A \| Grupo B \| \| ----- \| ------------------------------------------ \| ---------------------------------------- \| \| 1ª \| Nippon Gaishi Hall, Nagoya \| Kagoshima Arena, Kagoshima \| \| 2ª \| Osaka Municipal Central Gymnasium, Osaka \| Kumamoto Prefectural Gymnasium, Kumamoto \| \| 3ª \| Centro de convenciones de Fukuoka, Fukuoka \| Hamamatsu Arena, Hamamatsu \| \| 4ª \| Yoyogi National Gymnasium, Tokio \| Tokyo Metropolitan Gymnasium, Tokio \| | Kagoshima Kumamoto Tokio Hamamatsu Osaka Nagoya Fukuoka |                                          |
| Ronda | Grupo A                                                 | Grupo B                                  |
| 1ª | Nippon Gaishi Hall, Nagoya                              | Kagoshima Arena, Kagoshima               |
| 2ª | Osaka Municipal Central Gymnasium, Osaka                | Kumamoto Prefectural Gymnasium, Kumamoto |
| 3ª | Centro de convenciones de Fukuoka, Fukuoka              | Hamamatsu Arena, Hamamatsu               |
| 4ª | Yoyogi National Gymnasium, Tokio                        | Tokyo Metropolitan Gymnasium, Tokio      |

## Sistema de competencia
El sistema de competencia de la Copa Mundial de Voleibol consiste en que cada equipo se enfrente a los otros 11 participantes. Los puntos se acumulan durante todo el torneo, y el ranking final es determinado según el número de puntos que cada equipo logró obtener.
La competencia consta de dos grupos de 6 equipos.
Fase 1 + 2 (30 partidos, 5 días): Los equipos juegan con los mismos del grupo.
Fase 3 + 4 (36 partidos, 6 días): Los equipos juegan contra los participantes del grupo contrario.

## Grupos
| Grupo A   |
| --------- |
| Argentina |
| Cuba      |
| Irán      |
| Japón     |
| Polonia   |
| Serbia    |

| Grupo B        |
| -------------- |
| Brasil         |
| China          |
| Egipto         |
| Estados Unidos |
| Italia         |
| Rusia          |

## Resultados

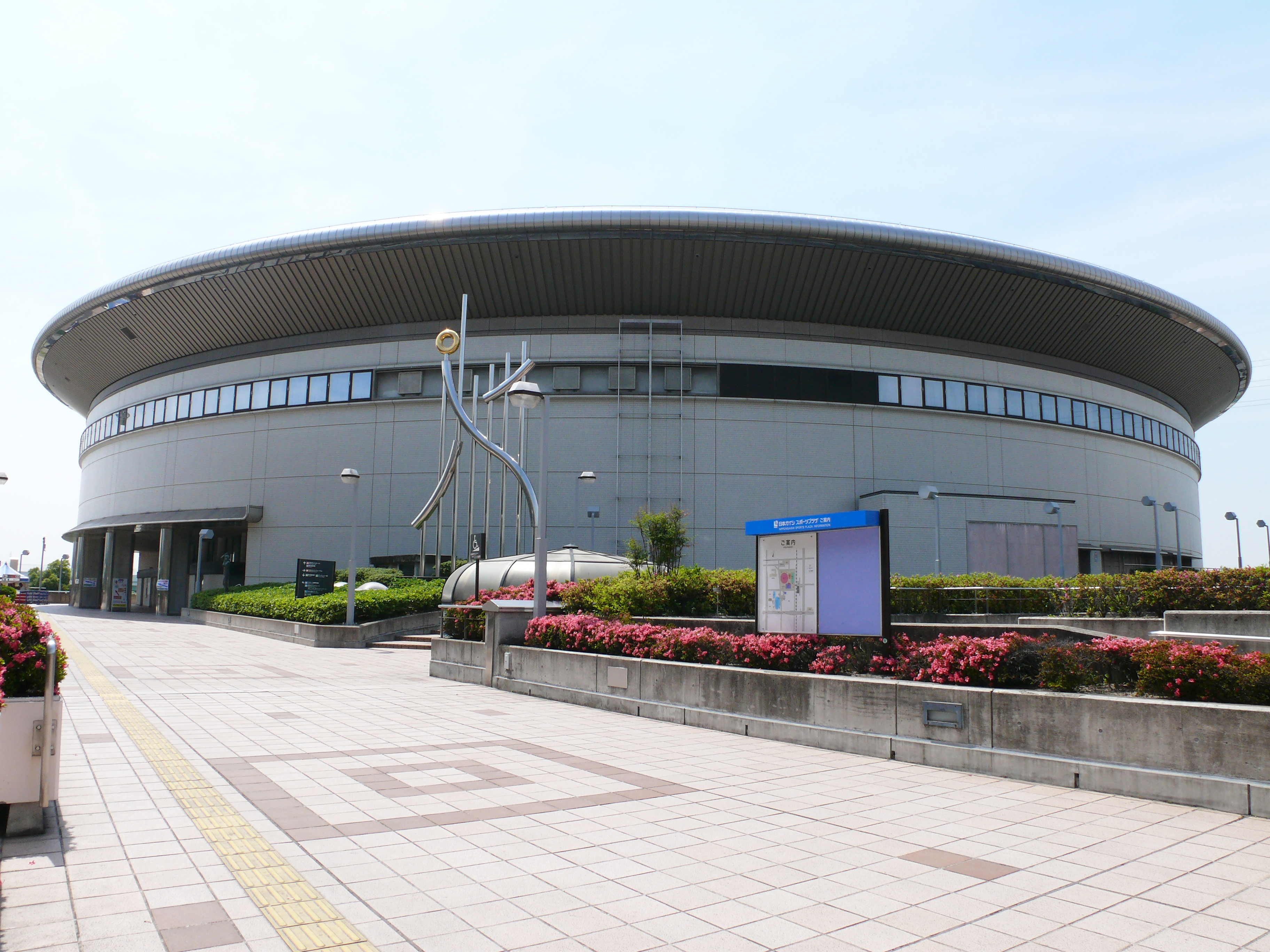
Nippon Gaishi Hall, sede del grupo A en la 1ª ronda. Nagoya, Japón.

### 1ª ronda[3]

#### Grupo A: Nippon Gaishi Hall, Nagoya

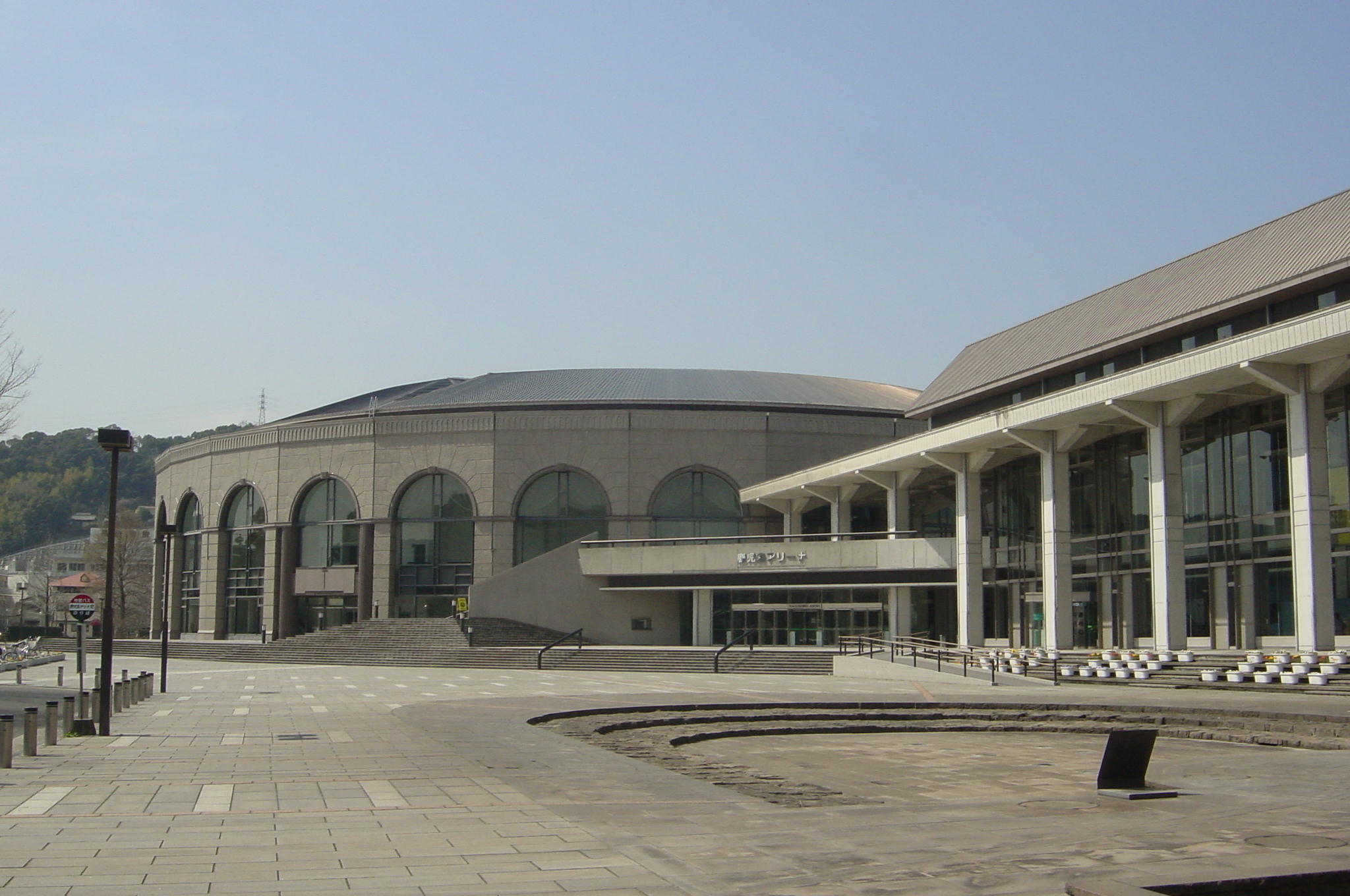
Kagoshima Arena, sede del grupo B en la 1ª ronda. Kagoshima, Japón

| 20 de noviembre |           |     |           |                                     |
|                 | Serbia    | 0–3 | Argentina | (20-25, 13-25, 18-25)               |
|                 | Polonia   | 3–0 | Cuba      | (25-21, 25-23, 25-16)               |
|                 | Irán      | 3–1 | Japón     | (17-25, 25-20, 25-23, 25-15)        |
| 21 de noviembre |           |     |           |                                     |
|                 | Cuba      | 3–0 | Irán      | (25-17, 25-17, 25-22)               |
|                 | Serbia    | 1–3 | Polonia   | (25-21, 18-25, 19-25, 28-30)        |
|                 | Argentina | 3–2 | Japón     | (25-22, 21-25, 11-25, 25-15, 15-12) |
| 22 de noviembre |           |     |           |                                     |
|                 | Irán      | 3–2 | Serbia    | (25-17, 18-25, 21-25, 25-21, 15-11) |
|                 | Polonia   | 3–1 | Argentina | (18-25, 25-20, 25-23, 25-22)        |
|                 | Japón     | 0–3 | Cuba      | (21-25, 23-25, 22-25)               |

#### Grupo B: Kagoshima Arena, Kagoshima

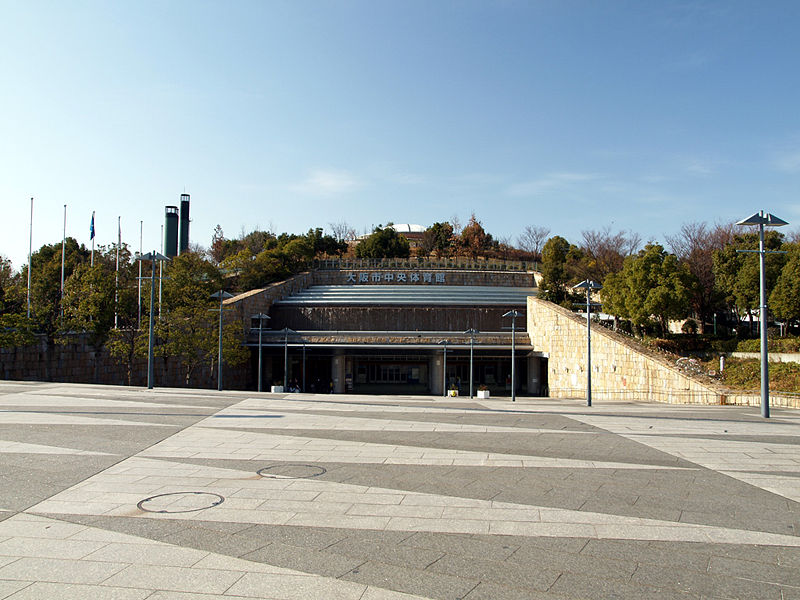
Osaka Municipal Central Gymnasium, sede del grupo A en la 2ª ronda. Osaka, Japón.

| 20 de noviembre |                |     |                |                                     |
|                 | China          | 0-3 | Estados Unidos | (14-25, 23-25, 21-25)               |
|                 | Italia         | 1-3 | Rusia          | (25-22, 22-25, 22-25, 21-25)        |
|                 | Egipto         | 0-3 | Brasil         | (19-25, 13-25, 19-25)               |
| 21 de noviembre |                |     |                |                                     |
|                 | Egipto         | 0-3 | Italia         | (22-25, 15-25, 20-25)               |
|                 | Brasil         | 3-1 | Estados Unidos | (25-17, 25-18, 16-25, 25-16)        |
|                 | Rusia          | 3-0 | China          | (25-18, 25-20, 25-18)               |
| 22 de noviembre |                |     |                |                                     |
|                 | China          | 0-3 | Egipto         | (20-25, 20-25, 18-25)               |
|                 | Italia         | 3-2 | Brasil         | (25-16, 25-20, 18-25, 21-25, 22-20) |
|                 | Estados Unidos | 0-3 | Rusia          | (18-25, 18-25, 24-26)               |

### 2ª ronda[4]

#### Grupo A: Osaka Municipal Central Gymnasium, Osaka

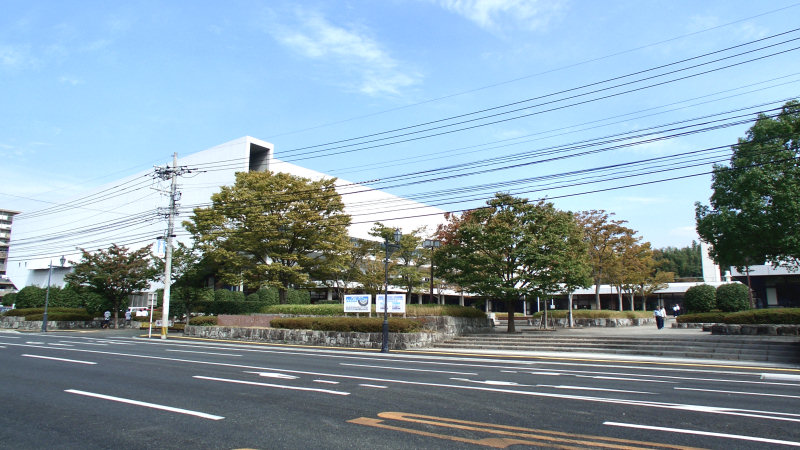
Kumamoto Prefectural Gymnasium, sede del grupo B en la 2ª ronda. Kumamoto, Japón

| 24 de noviembre |           |     |           |                                     |
|                 | Argentina | 3-1 | Cuba      | (17-25, 25-16, 25-21, 25-17)        |
|                 | Polonia   | 2-3 | Irán      | (25-23, 26-28, 25-8, 24-26, 11-15)  |
|                 | Serbia    | 3-2 | Japón     | (25-21, 25-22, 18-25, 22-25, 15-12) |
| 25 de noviembre |           |     |           |                                     |
|                 | Irán      | 3-2 | Argentina | (15-25, 25-21, 24-26, 25-16, 15-12) |
|                 | Cuba      | 3-1 | Serbia    | (17-25, 25-21, 25-22, 25-17)        |
|                 | Japón     | 1-3 | Polonia   | (25-23, 21-25, 19-25, 18-25)        |

#### Grupo B: Kumamoto Prefectural Gymnasium, Kumamoto

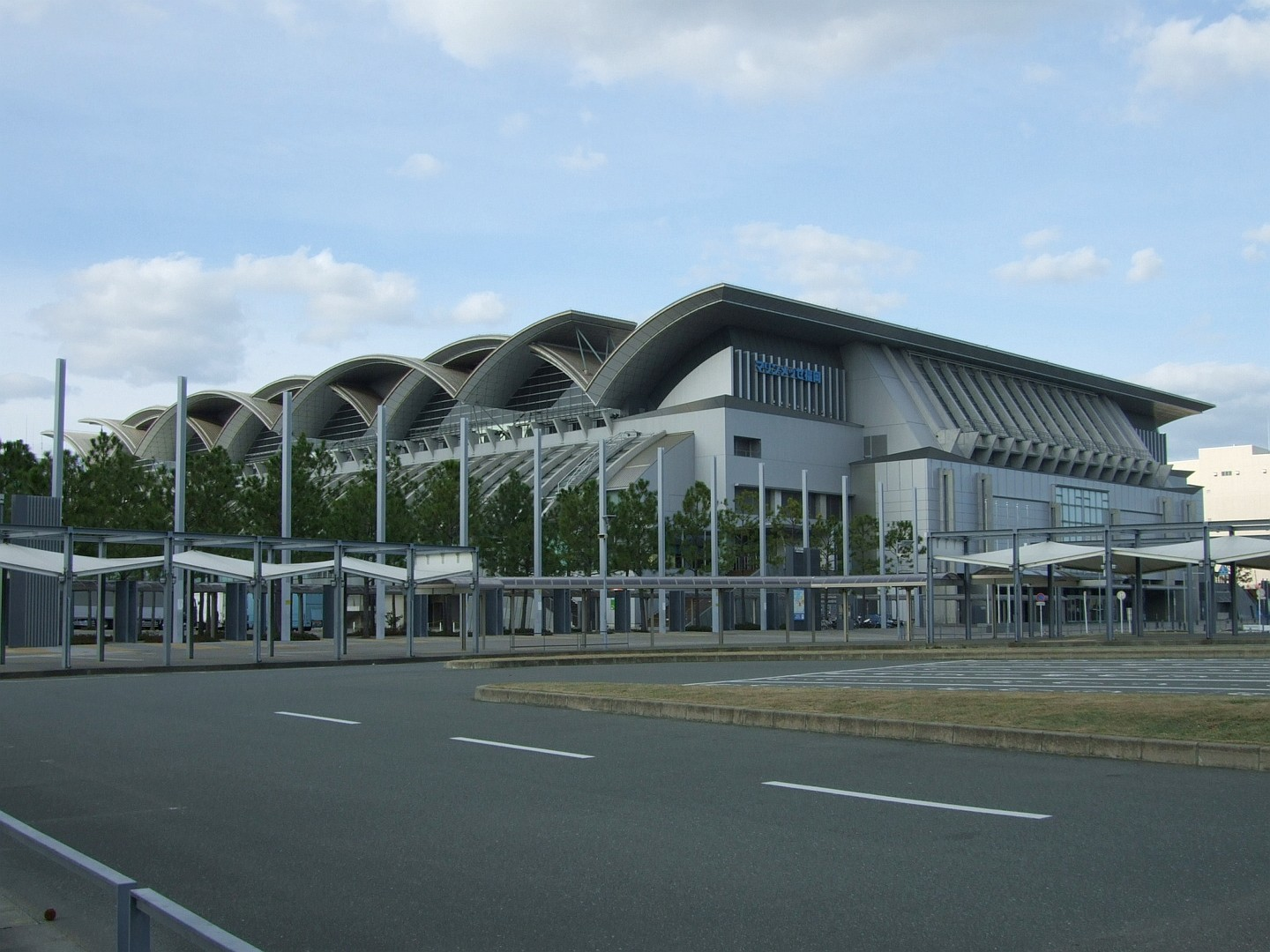
Centro de convenciones de Fukuoka, sede del grupo A en la 3ª ronda. Fukuoka, Japón.

| 24 de noviembre |                |     |                |                                    |
|                 | Egipto         | 0-3 | Estados Unidos | (19-25, 20-25, 20-25)              |
|                 | Brasil         | 3-0 | Rusia          | (25-16, 25-19, 25-22)              |
|                 | Italia         | 3-0 | China          | (25-10, 25-18, 25-14)              |
| 25 de noviembre |                |     |                |                                    |
|                 | Rusia          | 3-1 | Egipto         | (25-18, 25-17, 23-25, 25-9)        |
|                 | China          | 2-3 | Brasil         | (25-23, 10-25, 18-25, 25-19, 8-15) |
|                 | Estados Unidos | 1-3 | Italia         | (39-41, 25-22, 25-22, 21-25)       |

### 3ª ronda[5]

#### Grupo A: Centro de convenciones de Fukuoka, Fukuoka

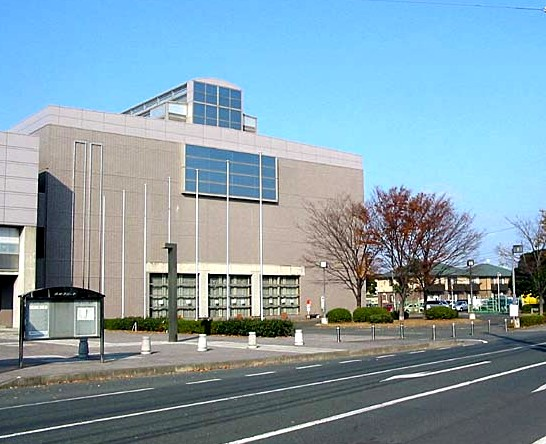
Hamamatsu Arena, sede del grupo B en la 3ª ronda. Hamamatsu, Japón

| 27 de noviembre |         |     |                |    |
|                 | Irán    | 0-3 | Estados Unidos | () |
|                 | Polonia | 3-1 | China          | () |
|                 | Japón   | 3-1 | Egipto         | () |
| 28 de noviembre |         |     |                |    |
|                 | Irán    | 3-0 | Egipto         | () |
|                 | Polonia | 3-0 | Estados Unidos | () |
|                 | Japón   | 3-0 | China          | () |
| 29 de noviembre |         |     |                |    |
|                 | Polonia | 3-0 | Egipto         | () |
|                 | Irán    | 0-3 | China          | () |
|                 | Japón   | 0-3 | Estados Unidos | () |

#### Grupo B: Hamamatsu Arena, Hamamatsu

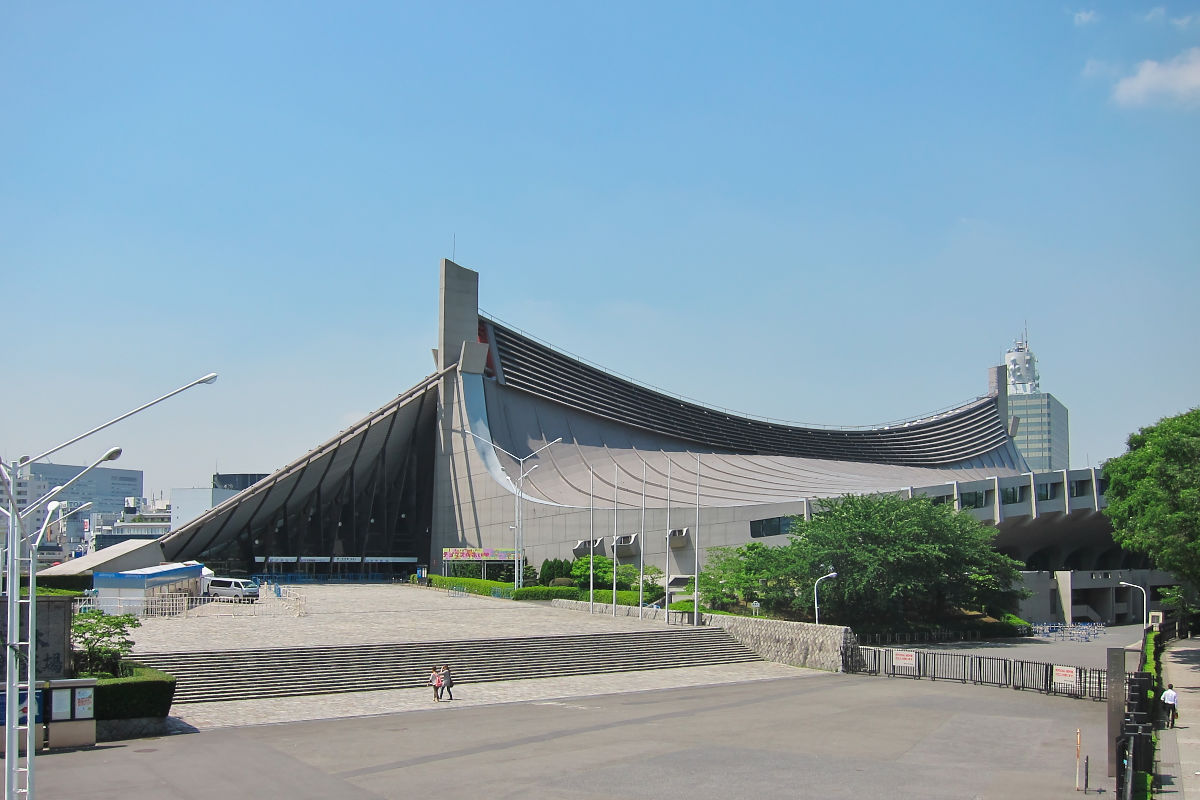
Yoyogi National Gymnasium, sede del grupo A en la 4ª ronda. Tokio, Japón.

| 27 de noviembre |           |     |        |    |
|                 | Serbia    | 0-3 | Rusia  | () |
|                 | Argentina | 0-3 | Brasil | () |
|                 | Cuba      | 3-1 | Italia | () |
| 28 de noviembre |           |     |        |    |
|                 | Argentina | 0-3 | Rusia  | () |
|                 | Cuba      | 3-2 | Brasil | () |
|                 | Serbia    | 1-3 | Italia | () |
| 29 de noviembre |           |     |        |    |
|                 | Cuba      | 1-3 | Rusia  | () |
|                 | Argentina | 1-3 | Italia | () |
|                 | Serbia    | 3-1 | Brasil | () |

### 4ª ronda[6]

#### Grupo A: Yoyogi National Gymnasium, Tokio

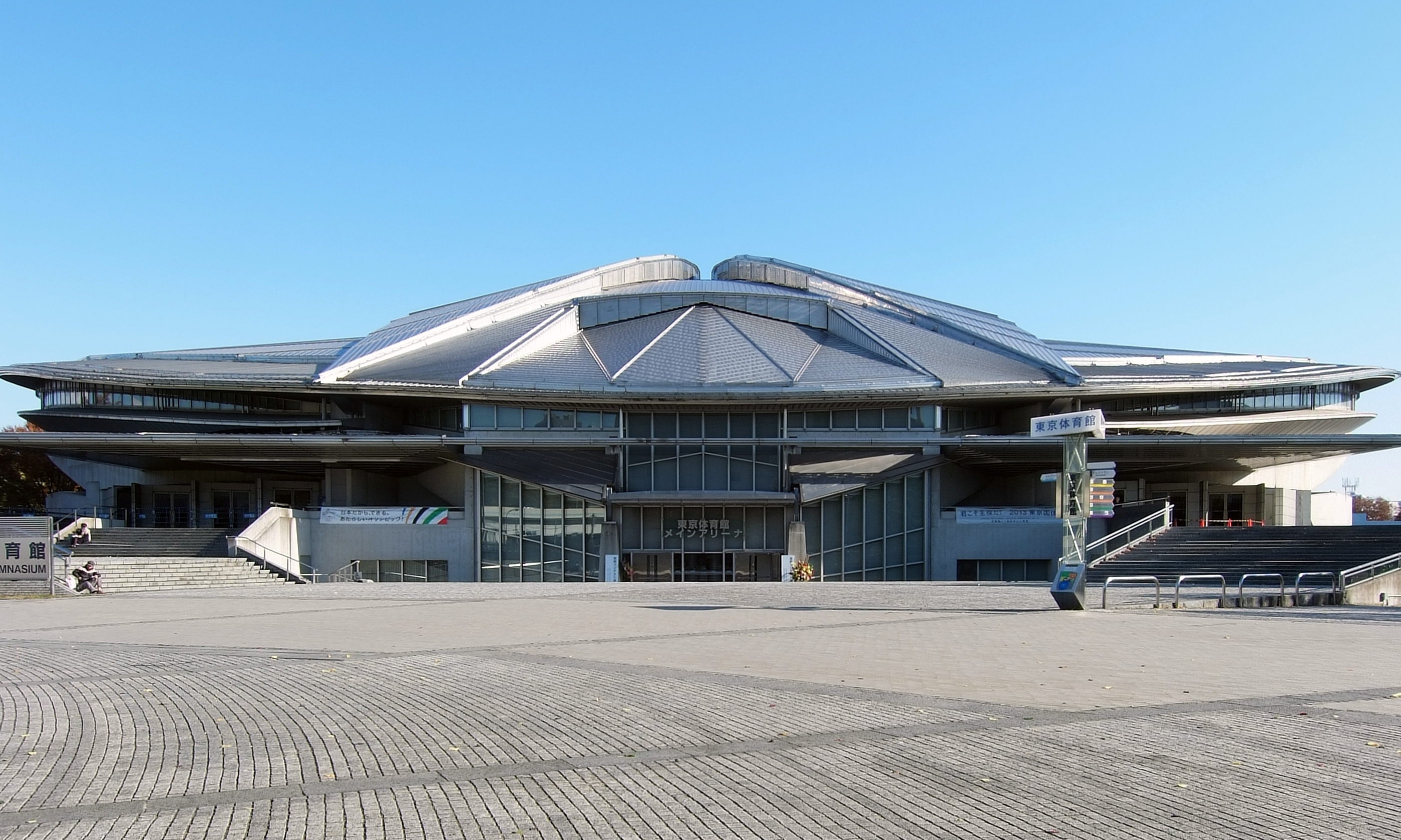
Tokyo Metropolitan Gymnasium, sede del grupo B en la 4ª ronda. Tokio, Japón

| 2 de diciembre |         |     |        |    |
|                | Irán    | 0-3 | Brasil | () |
|                | Polonia | 3-2 | Italia | () |
|                | Japón   | 0-3 | Rusia  | () |
| 3 de diciembre |         |     |        |    |
|                | Irán    | 0-3 | Rusia  | () |
|                | Polonia | 2-3 | Brasil | () |
|                | Japón   | 0-3 | Italia | () |
| 4 de diciembre |         |     |        |    |
|                | Polonia | 2-3 | Rusia  | () |
|                | Irán    | 1-3 | Italia | () |
|                | Japón   | 0-3 | Brasil | () |

#### Grupo B: Tokyo Metropolitan Gymnasium, Tokio
| 2 de diciembre |           |     |                |    |
|                | Serbia    | 3-1 | Egipto         | () |
|                | Cuba      | 3-2 | China          | () |
|                | Argentina | 2-3 | Estados Unidos | () |
| 3 de diciembre |           |     |                |    |
|                | Serbia    | 3-1 | China          | () |
|                | Argentina | 3-0 | Egipto         | () |
|                | Cuba      | 2-3 | Estados Unidos | () |
| 4 de diciembre |           |     |                |    |
|                | Cuba      | 3-1 | Egipto         | () |
|                | Argentina | 3-0 | China          | () |
|                | Serbia    | 3-0 | Estados Unidos | () |

## Posiciones[6]
| Pos | Equipo         | PJ | PG | PP | SG | SP | Rel.  | PTS |
| --- | -------------- | -- | -- | -- | -- | -- | ----- | --- |
|     | Rusia          | 11 | 10 | 1  | 30 | 8  | 3.750 | 29  |
|     | Polonia        | 11 | 8  | 3  | 30 | 15 | 2.000 | 26  |
|     | Brasil         | 11 | 8  | 3  | 29 | 14 | 2.071 | 24  |
| 4   | Italia         | 11 | 8  | 3  | 28 | 15 | 1.867 | 24  |
| 5   | Cuba           | 11 | 7  | 4  | 25 | 19 | 1.316 | 20  |
| 6   | Estados Unidos | 11 | 6  | 5  | 20 | 19 | 1.053 | 16  |
| 7   | Argentina      | 11 | 5  | 6  | 21 | 21 | 1.000 | 16  |
| 8   | Serbia         | 11 | 5  | 6  | 20 | 23 | 0.870 | 15  |
| 9   | Irán           | 11 | 5  | 6  | 16 | 25 | 0.640 | 12  |
| 10  | Japón          | 11 | 2  | 9  | 12 | 28 | 0.429 | 8   |
| 11  | China          | 11 | 1  | 10 | 9  | 30 | 0.300 | 5   |
| 12  | Egipto         | 11 | 1  | 10 | 7  | 30 | 0.233 | 3   |

| Bandera de Rusia |
| Campeón Rusia    |
| Segundo título   |

## Clasificación olímpica
Rusia ,  Polonia y  Brasil se clasificaron para los Juegos Olímpicos de Londres 2012.

## Premios individuales[8][9]
| - Jugador del torneo - Maxim Mikhaylov - Máximo anotador - Fernando Hernández Ramos - Mejor ataque - Ahmed Abdelhay - Mejor bloqueador - Marcin Mozdzonek - Mejor sacador - Cristian Savani | - Mejor defensa - Rosic Nikola - Mejor armador - Luciano De Cecco - Mejor receptor - Sérgio Dutra Santos - Mejor líbero - Qi Ren |